# لانگدون، استافوردشر
لانگدون (به انگلیسی: Longdon) یک محله مدنی و روستا در بریتانیا است که در لیچفیلد واقع شده‌است. لانگدون ۱٬۵۰۵ نفر جمعیت دارد.